# Anolis santamartae
Anolis santamartae är en ödleart som beskrevs av  Williams 1982. Anolis santamartae ingår i släktet anolisar, och familjen Polychrotidae. Inga underarter finns listade i Catalogue of Life.